# Ventajas de viajar en tren
Ventajas de viajar en tren è un film del 2019 diretto da Aritz Moreno.
Il film è una commedia nera sceneggiata da Javier Gullón, adattamento del romanzo Ventajas de viajar en tren dell'autore spagnolo Antonio Orejudo, con protagonisti Luis Tosar, Pilar Castro, Quim Gutiérrez e Belén Cuesta.
Il film ha ricevuto quattro candidature ai 34º Premi Goya, tra cui quello per il miglior nuovo regista e ha vinto il Premio Feroz come miglior commedia.

## Trama
Dopo essere arrivata a casa trovando il marito completamente impazzito, la giovane editrice letteraria Helga Pato è costretta a rinchiuderlo in una clinica psichiatrica nel nord del Paese. Durante il viaggio di ritorno in treno, si siede vicino a uno psichiatra che lavora nella clinica dove è stato ricoverato il marito di Helga, Ángel Sanagustín, che per aiutarla a passare il tempo le racconta la storia del peggior caso clinico in cui si sia mai imbattuto, quello di Martin Urales de Úbeda, un paranoico estremamente pericoloso e ossessionato. Ángel lascia ad Helga un fascicolo pieno di storie eclatanti che la farà confondere i narratori con gli autori e gli autori con i personaggi.

## Produzione

### Cast
- Pilar Castro è Helga Pato
- Ernesto Alterio è Ángel Sanagustín
- Quim Gutiérrez è Emilio
- Luis Tosar è Martín Urales de Úbeda
- Belén Cuesta è Amelia Urales de Úbeda
- Macarena García è Rosa
- Javier Godino è Cristóbal de la Hoz

## Distribuzione
Il film dopo essere stato presentato in anteprima al Sitges Film Festival nel 2019, è uscito nelle sale cinematografiche spagnole l'8 novembre 2019.

## Accoglienza
Sull'aggregatore di recensioni Rotten Tomatoes, il film ha un indice di gradimento del 100% basato su sei recensioni, con una valutazione media di 7,5/10. Ricardo Rosado per la rivista spagnola Fotogramas ha definito il film come "coraggioso e libero", scrivendo che "può celebrare la propria follia come nessun altro". Mikel Zorrilla di Espinof ha assegnato al film quattro stelle su cinque definendolo "un film d'esordio audace che non smette mai di sorprendere".